# Симаки (Кировская область)
 Симаки  — деревня в Кирово-Чепецком районе Кировской области в составе Пасеговского сельского поселения.

## География
Расположена на расстоянии примерно 13 км на запад-юго-запад от центра поселения села Пасегово.

## История
Была известна с 1727 года как починок Семаковской с населением 5 душ мужского пола, в 1764 23 жителя. В 1873 году в починке дворов 6 и жителей 83, в 1905 (уже деревня Семаковская) 14 и 75, в 1926 (Симаки) 17 и 77, в 1950 25 и 55, в 1989 20 жителей. Настоящее название утвердилось с 1950 года.

## Население
Постоянное население составляло 4 человека (русские 100%) в 2002 году, 4 в 2010.